# Erik Morales
Pour les articles homonymes, voir Morales.
Érik Morales est un boxeur mexicain né le 1er septembre 1976 à Tijuana.

## Carrière
Passé professionnel en 1993, il remporte au cours de sa carrière professionnelle le titre de champion du monde dans quatre catégories de poids différentes: super-coqs (de 1997 à 2000), poids plumes (de 2001 à 2003), super-plumes (en 2004) et super-légers WBC le 17 septembre 2011 après sa victoire par abandon de son compatriote Pablo Cesar Cano à la fin de la 10e reprise. Morales est destitué de ce dernier titre le 23 mars 2012 à la veille de son combat contre Danny Garcia pour ne pas avoir respecté la limite de poids autorisée. Le combat a néanmoins lieu et est remporté aux points par Garcia tout comme la revanche le 20 octobre 2012 (mais cette fois par KO au 4e round).

## Distinction
- Erik Morales est membre de l'International Boxing Hall of Fame depuis 2018.